# Bagno a Ripoli
Bagno a Ripoli – miasto i gmina we Włoszech, w regionie Toskania, w prowincji Florencja.
Według danych na rok 2004 gminę zamieszkiwało 25 228 osób, 340,9 os./km².
W Bagno a Ripoli urodziła się Marika Bianchini, włoska siatkarka.